# St. Martin (Freilingen)

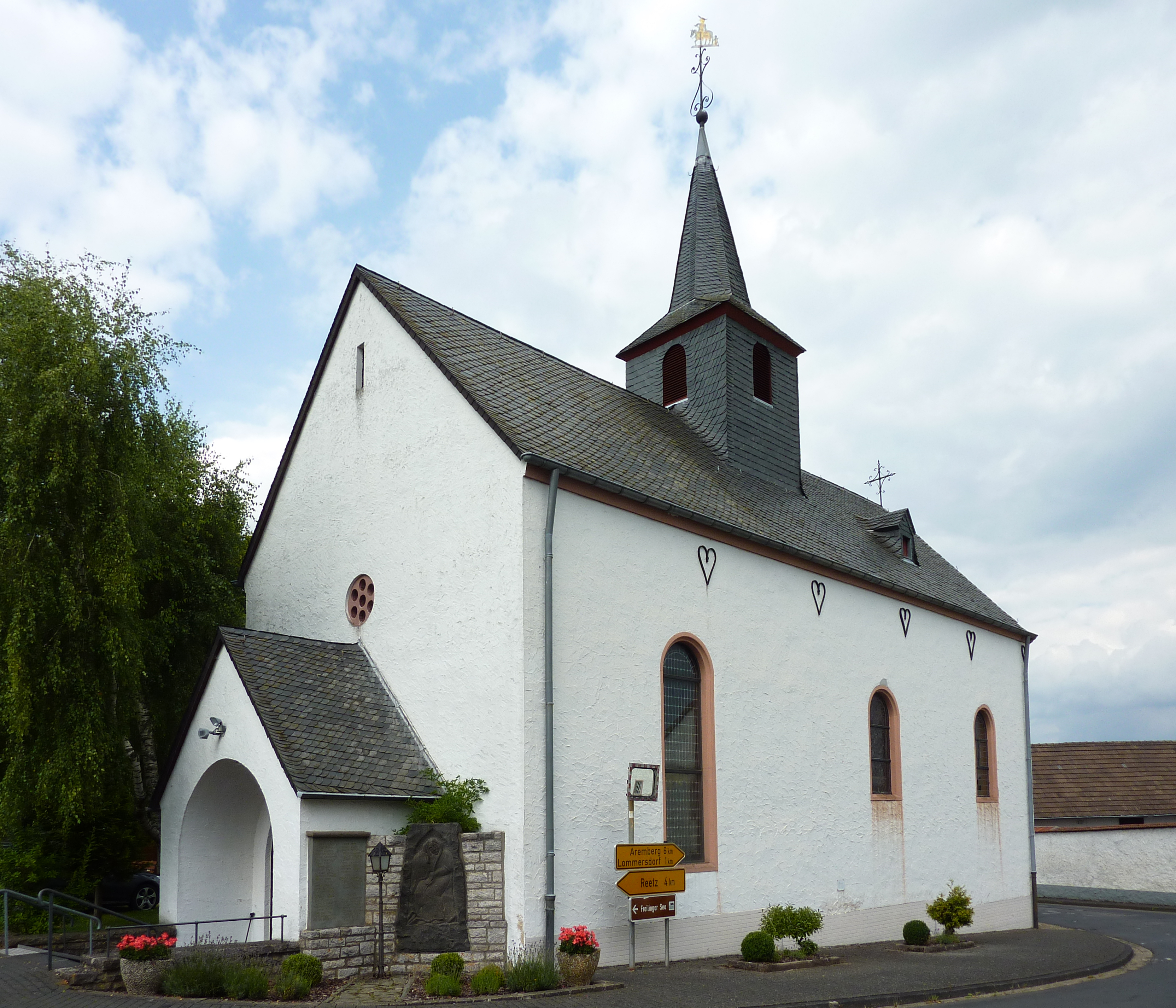
St. Martin in Freilingen

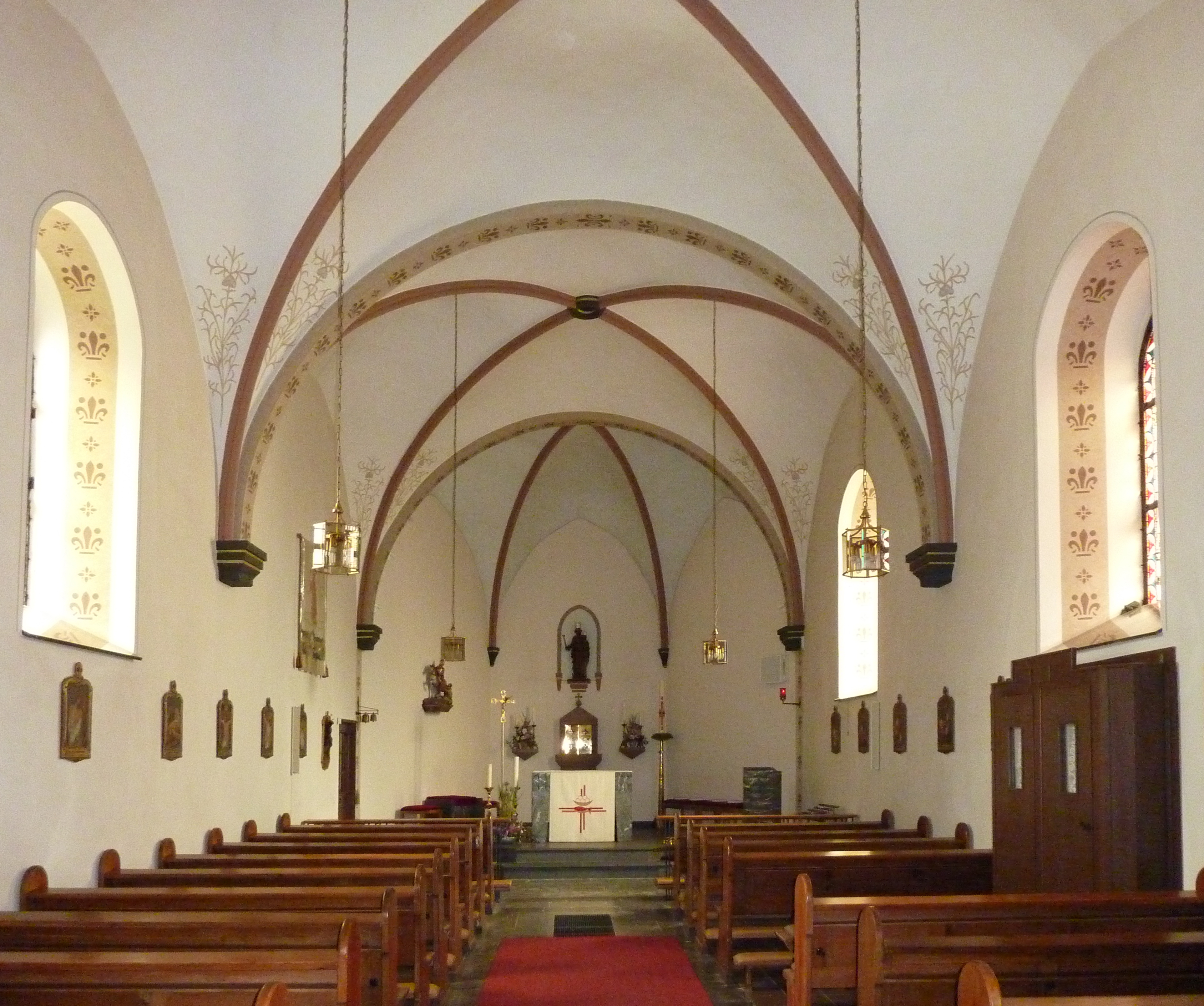
Innenraum

St. Martin ist eine römisch-katholische Kapelle im Blankenheimer Ortsteil Freilingen im Kreis Euskirchen in Nordrhein-Westfalen.
Die Kirche trägt das Patrozinium des hl. Martin von Tours und ist als Baudenkmal unter Nummer 89 in die Liste der Baudenkmäler in Blankenheim (Ahr) eingetragen. Die Kapelle gehört zur Pfarre St. Philippus und Jakobus, Lommersdorf.

## Lage
Die Kapelle befindet sich im südlichen Teil Freilingens an der Ecke Lommersdorfer Straße / Marienplatz.

## Geschichte
Schon 1512 hat es wohl eine Kapelle in Freilingen gegeben. Diese wurde im Jahr 1687 restauriert und verändert. Ein Brand im Jahr 1891 beschädigte das kleine Gotteshaus schwer, die Wiederherstellung dauerte bis 1895 an. Im gleichen Jahr fand auch die feierliche Benediktion statt.
1933 wurde in der Kapelle eine barocke Marienfigur aufgestellt, die den Titel „Mittlerin der Gnaden“ trägt. Seitdem ist Freilingen jährlich im Oktober das Ziel einiger Wallfahrer. 1949 wurde das Gotteshaus um eine Sakristei erweitert und 1955 bis 1956 wurde das Schiff im gleichen Stil um ein Joch nach Westen hin verlängert und vor die Westwseite ein Vorbau errichtet. Zugleich wurde der Dachreiter erneuert. Die Pläne zu den Baumaßnahmen stammen vom Aachener Architekten Willy Rommé. Zwischen 1981 und 1982 wurde das gesamte Dach saniert.

## Baubeschreibung
St. Martin ist eine einschiffige und dreijochige Saalkirche mit einem dreiseitig geschlossenen Chor im Osten und einem kleinen Vorbau mit Eingangsportal im Westen. Das westliche Joch nimmt im Innern die Orgelempore auf. Mittig auf dem geschieferten Satteldach erhebt sich ein quadratischer Dachreiter mit achtseitiger geknickter Haube. Das Äußere ist weiß verputzt, der Innenraum wird von Kreuzrippengewölben überspannt.

## Ausstattung
Die Ausstattung ist schlicht gehalten. Erwähnenswert ist die barocke Muttergottesfigur im Chor aus der Zeit um 1700, ein Buntglasfenster mit Darstellung der Mantelteilung des hl. Martin aus dem Jahr 1893 sowie eine steinerne Figur des hl. Josef an der Außenwand aus dem 19. Jahrhundert.